# Грин-Бей Пэкерс
Грин-Бей Пэ́керс (англ. Green Bay Packers) — профессиональный клуб по американскому футболу из города Грин-Бей, штата Висконсин. Команда выступает в Северном Дивизионе Национальной Футбольной Конференции Национальной Футбольной Лиги. Команда была основана в 1919 году. «Грин-Бей Пэкерс» является вторым по возрасту клубом в НФЛ (после Аризона Кардиналс) и единственной некоммерческой спортивной организацией с открытой формой собственности во всех профессиональных спортивных лигах высшего уровня в США.
На сегодняшний день команда удерживает рекорд по количеству выигранных чемпионатов — 13, включая 9 чемпионатов NFL, проводившихся до эры Супербоулов и четыре титула победителя Супербоула в 1966, 1967, 1996, 2010 годах.

## История

### Создание команды

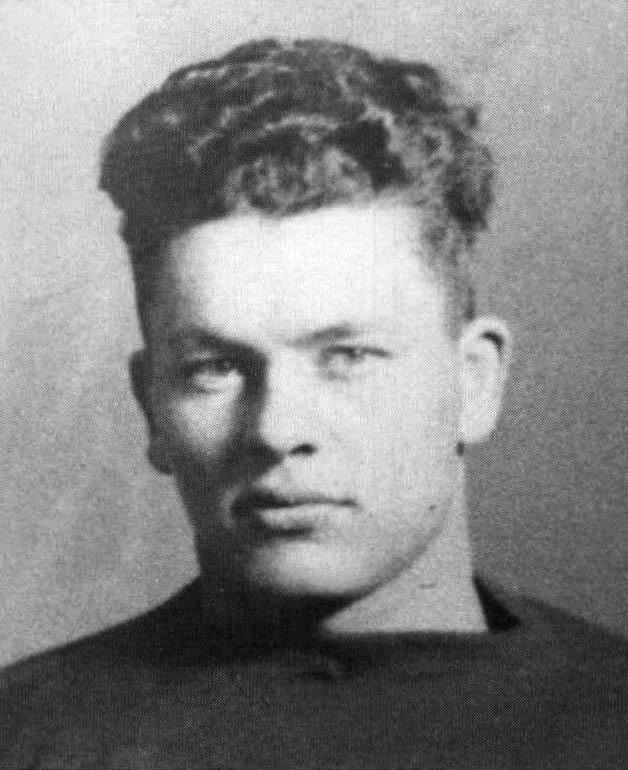
Эрл «Кёрли» Лэмбо. Фото 1918 года.

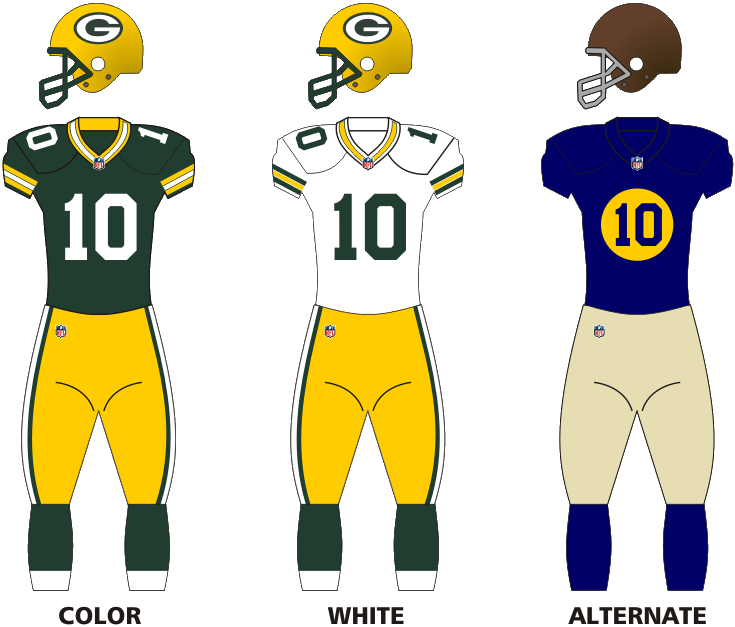
форма Green Bay Packers

Команда «Грин-Бей Пэкерс» была основана Эрлом «Кёрли» Лэмбо и Джорджем Уитни Кэлхуном в 1919 году, но отсчет футбольной истории в Грин-Бей ведётся с конца XIX века и первых полупрофессиональных команд города. В 1919 и 1920 годах команда выступала на полупрофессиональном уровне, в основном соревнуясь с командами соседних городов. В 1921 году «Грин-Бей Пэкерс» присоединились к Американской Профессиональной Футбольной Ассоциации (АФПА), организации, предшествовавшей тому, что в наши дни известно как Национальная Футбольная Лига. Ввиду того, что «Грин-Бей» — самый маленький локальный спортивный рынок в профессиональном спорте США, площадь рынка расширена и захватывает Милуоки, где команда проводила ряд домашних игр регулярного сезона с 1933 по 1994 годы.
«Грин-Бей Пэкерс» завоевали 13 чемпионских титулов (больше, чем любая другая команда в истории НФЛ), среди них 9 титулов чемпионов НФЛ до эры Супербоулов и 4 Супербоула: (Супербоул I в 1967, Супербоул II в 1968, Супербоул XXXI в 1997 и Супербоул XLV в 2011 годах). Историческими соперниками «Грин-Бей Пэкерс» являются оппоненты по дивизиону — «Чикаго Беарз», «Детройт Лайонс» и «Миннесота Вайкингс». Соперничество с «Чикаго Беарз», ведущее отсчет с 1921 года, считается одним из самых ярких в истории НФЛ.

### Кёрли Лэмбо
Организация «Грин-Бей Пэкерс» была основана 11 августа 1919 года бывшими школьными футбольными соперниками, Эрлом «Кёрли» Лэмбо и Джорджем Уитни Кэлхуном. Лэмбо запросил у своего работодателя, компании по упаковке мясопродуктов «Индиан Пэкинг Компани» («Индейская упаковочная компания»), финансовой помощи на покупку униформ. Компания предоставила 500 долларов на экипировку с условием, что команда будет названа в честь спонсора.
На данный момент «Грин-Бей Пэкерс» базируется в своем городе дольше, чем любая другая команда Национальной Футбольной Лиги.
27 августа 1921 года «Грин-Бей Пэкерс» получили право на выступление в новой национальной профессиональной лиге, основанной годом ранее. Финансовые трудности преследовали команду первые годы профессиональных выступлений, до тех пор пока Лэмбо не отыскал новых спонсоров для команды. Эти меценаты, известные как «голодная пятёрка», основали «Корпорацию Футбола Грин-Бей».

### 1929—1931: Успех команды Лэмбо
После успешного сезона 1927 года, когда для завоевания титула не хватило малости, команда Лэмбо продолжала показывать уверенную игру и в 1929 году впервые смогла стать чемпионом Национальной Футбольной Лиги. Не проиграв за сезон ни одной встречи (12 побед и 1 ничья), команда прославилась уверенной защитой, не позволившей оппонентам открыть счёт в 8 встречах. «Грин-Бей Пэкерс» смогли повторить свой успех в 1930 и 1931 годах, ведомые будущими членами Зала Славы Майклом Михалски, Джонни Макнелли, Кэлом Хабардом и уроженцем Грин-Бей Эрни Эрбером. Среди достижений тех лет стоит отметить беспроигрышную домашнюю серию из 30 игр подряд, по сей день являющуюся рекордной для команд НФЛ.

### 1935—1945: Эра Дона Хатсона
Появление в составе команды Дона Хатсона, выпускника Университета Алабамы, вооружило нападение «Грин-Бей Пэкерс» самым быстрым и мощным оружием в профессиональном футболе. Хатсон лидировал в НФЛ по количеству приёмов в 8 сезонах, а в 1940 году стал лучшим в лиге и по количеству перехватов. В 1936, 1939 и 1944 годах он приводил команду к чемпионским титулам. На момент окончания карьеры в 1945 году он был обладателем 18 рекордов НФЛ, многие из которых не превзойдены и по сей день. Его рекорд по количеству тачдаунов на приёме за карьеру (99) продержался 46 лет. В 1951 году его 14 номер был выведен из обращения «Грин-Бей Пэкерс». В 1963 году он стал членом самого первого класса Зала Славы профессионального футбола.

### 1946—1958: Упадок
После ухода Дона Хатсона из профессионального спорта Кёрли Лэмбо не мог совладать с командой, чьи результаты ухудшались от сезона к сезону, и по окончании сезона 1949 года покинул «Грин-Бей Пэкерс». Тренеры-преемники Джин Ронзани и Лайл Блэкбёрн также не смогли добиться высоких результатов, даже несмотря на открытие нового стадиона в 1957 году. Худшим в истории «Грин-Бей Пэкерс» стал сезон 1958 года, когда под руководством тренера Рэя Маклина команда смогла одержать лишь одну победу.

### 1959—1967: Эра Винса Ломбарди
2 февраля 1959 года было объявлено о назначении новым главным тренером команды Винса Ломбарди, экс-ассистента тренера Нью Йорк Джайнтс. Под руководством Ломбарди «Грин-Бей Пэкерс» стали лучшей командой 60-х, завоевав пять чемпионских титулов за 7 лет, включая победы в двух первых Супербоулах. 10 игроков команды Ломбарди впоследствии стали членами Зала Славы, это Барт Старр, Джим Тейлор, Пол Хорнунг и Форрест Грегг в нападении, Уилли Дэвис, Генри Джордан, Вилли Вуд, Рэй Ницшке, Дэйв Робинсон и Херб Эддерли в защите.

#### 1959
В первой игре под руководством Ломбарди «Грин-Бей Пэкерс» обыграли Бэарз со счетом 9-6. После трех побед подряд на старте сезона были проиграны следующие 5 встреч, однако сезон был завершен новой победной серией, на сей раз из 4 игр. Результат сезона 7-5 стал первым победным сезоном для команды за 12 лет.

#### 1960
В следующем году «Грин-Бей Пэкерс» завоевали титул победителя дивизиона Запад и приняли участие в Чемпионском Матче в Филадельфии против местных Иглз. В равной игре «Грин-Бей Пэкерс» уступали в 4 очка, когда Чак Беднарик остановил Джима Тейлора в 9 ярдах от зачетной зоны, после чего время игры закончилось. «Грин-Бей Пэкерс» впоследствии отказывались признавать, что они «проиграли» в тот день, заявляя, что они «всего лишь уступали в счете, когда закончилось время».

#### 1961
В следующем сезоне «Грин-Бей Пэкерс» вновь приняли участие в Чемпионском Матче, на сей раз принимая Нью Йорк Джайнтс. Впервые в истории НФЛ Чемпионский Матч состоялся в Грин-Бей. Во второй четверти «Грин-Бей Пэкерс» набрали 24 безответных очка (включая рекордные 19 от Пола Хорнунга — тачдаун, 4 экстра-пойнта и 3 филд-гола). Итоговый счёт встречи 37-0 в пользу «Грин-Бей Пэкерс», впервые за 17 лет чемпионский титул вернулся в Грин-Бей. После завоевания 7 чемпионского титула Грин-Бей получил неофициальное прозвище «Город титулов», дальнейшие выступления команды только упрочили эту репутацию.

#### 1962
«Грин-Бей Пэкерс» очень сильно начали сезон 1962 года, одержав 10 побед подряд, закончив регулярный сезон 13-1. Постоянно высокий уровень игры сделал «Грин-Бей Пэкерс» Винса Ломбарди одной из самых узнаваемых команд в профессиональном спорте, на обложке посвященному спорту 60-х годов выпуска журнала Тайм от 21 декабря 1962 года именно «Грин-Бей Пэкерс» стали «Лицом НФЛ». Вскоре после выхода этого номера в свет «Грин-Бей Пэкерс» встретились с Джайнтс в Чемпионском Матче в Нью-Йорке и одержали победу со счетом 16-7.

#### 1965
«Грин-Бей Пэкерс» вновь приняли участие в Чемпионском Матче в 1965 году, победив Колтс в матче за титул чемпиона Западной Конференции. Тот матч запомнится неоднозначным решением арбитров в эпизоде с филд-голом Дона Чендлера, по мнению очевидцев, мяч прошёл справа от штанги, однако судьи объявили удар точным. Счет сравнялся, овертайм принес победу «Грин-Бей Пэкерс» со счетом 13-10. Со следующего сезона НФЛ увеличит высоту штанг ворот. В Чемпионском Матче «Грин-Бей Пэкерс» победили действующих чемпионов, Кливленд Браунз, со счетом 23-12, завоевав девятый чемпионский титул и третий под руководством Винса Ломбарди.

#### 1966
Лидером команды в сезоне 1966 года стал квотербек Барт Старр, удостоенный титула MVP. «Грин-Бей Пэкерс» завершили сезон 12-2. В Чемпионском Матче «Грин-Бей Пэкерс» встречались с Даллас Каубойз и были впереди, 34-27, когда Каубойз дошли до 2-ярдовой линии «Грин-Бей Пэкерс». Однако пас Дона Мередита на 4 дауне был перехвачен Томом Брауном, и «Грин-Бей Пэкерс» удержали победный счет. В Супербоуле I со счетом 35-10 были повержены чемпионы Американской Футбольной Лиги Канзас Сити Чифс.

#### 1967
Сезон 1967 года стал последним для «Грин-Бей Пэкерс» под руководством Винса Ломбарди. Чемпионский Матч НФЛ, в котором встретились, как и год назад, «Грин-Бей Пэкерс» и «Каубойз», более известен под названием «Айс Боул». Ни до, ни после ни один матч в истории НФЛ не был сыгран при столь низкой температуре. Матч по сей день остается одним из самых известных в истории футбола. За 16 секунд до конца квотербек-сник Барта Старра принес «Грин-Бей Пэкерс» тачдаун и победу со счетом 21-17. «Грин-Бей Пэкерс» смогли выиграть чемпионат НФЛ три года подряд уже во второй раз в своей истории, тогда как ни одна другая команда не смогла повторить это достижение хотя бы один раз. В Супербоуле II со счетом 33-14 были обыграны Окленд Рэйдерз.
Победой над «Рэйдерз» Ломбарди завершил карьеру главного тренера «Грин-Бей Пэкерс». В 1968 году Проспект Хайландс в Грин-Бей был переименован в Проспект Ломбарди. После смерти выдающегося тренера 3 сентября 1970 года трофей, вручаемый победителю Супербоула, был назван «Трофеем Винса Ломбарди».

### 1968—1991
Почти четверть века после ухода Ломбарди «Грин-Бей Пэкерс» не могли добиться значимых успехов на футбольном поле. С 1968 по 1991 лишь 5 из 24 сезонов были завершены с положительной разницей побед-поражений, один из них — укороченный из-за забастовки игроков сезон 1982 года. Дважды «Грин-Бей Пэкерс» попадали в плей-офф, одержав там лишь одну победу. В эти году командой руководили пять главных тренеров — Фил Бенгстон, Дэн Девайн, Барт Старр, Форрест Грегг и Линди Инфанте. Результаты каждого из них были хуже, чем у предшественника. Эта эпоха ознаменовалась крайне неудачными кадровыми решениями, такими как обмен с «Лос-Анджелес Рэмс» в 1974 году. Пять выборов на драфте 1975 года и шесть выборов на драфте 1976 года (включая два выбора в первых раундах, два выбора во вторых и один в третьем) были обменяны на квотербека Джона Хадла, впоследствии отыгравшего в «Грин-Бей Пэкерс» лишь полтора сезона. Другим неудачным примером служит выбор текла нападения Тони Мандарича под вторым общим номером драфта 1989 года, когда для выбора были доступны Барри Сандерс, Дейон Сандерс и Деррек Томас.

### 1992—2007: Эра Бретта Фарва
Неудачные кадровые решения вынудили генерального менеджера организации Рона Вулфа, нанятого в 1991 году, взять на себя полный контроль над футбольными операциями. В 1992 году он пригласил на должность главного тренера координатора нападения Сан Франциско Форти Найнерс Майка Холмгрена.
Вскоре после назначения Холмгрена Вулф обменял выбор в первом раунде драфта на квотербека Атланты Фэлконз Бретта Фарва. Фарв принес «Грин-Бей Пэкерс» первую победу в сезоне 1992 года, заменив на поле травмированного квотербека Дона Маковски. На следующей неделе Фарв впервые вышел в стартовом составе против «Питтсбург Стилерз», и оставался стартовым квотербеком команды до окончания сезона 2007 года, не пропустив ни одной игры. Его рекордная серия появлений на поле в стартовом составе составила 297 игр (включая выступления за Нью-Йорк Джетс и «Миннесота Вайкингс») и прервалась в 2010 году.
Сезон 1992 года «Грин-Бей Пэкерс» завершили с результатом 9-7. В качестве усиления «Грин-Бей Пэкерс» подписали свободного агента Реджи Уайта, поверившего в то, что у команды Вулфа, Холмгрина и Фарва большое будущее. В сезонах 1993 и 1994 годов «Грин-Бей Пэкерс» дважды добирались до второго раунда плей-офф, однако дважды уступали Каубойз в Далласе. В 1995 году «Грин-Бей Пэкерс» впервые с 1972 года добились победы в дивизионе, став чемпионами Центрального Дивизиона НФК. После домашней победы в первом раунде плей-офф над «Атланта Фэлконз» со счетом 37-20, «Грин-Бей Пэкерс» победили действующих чемпионов «Сан-Франциско Форти Найнерс» со счетом 21-17 на их поле, в Чемпионском Матче НФК вновь уступив Даллас Каубойз со счетом 38-27.

#### 1996, Победа в Супербоуле XXXI
Сезон 1996 года стал окончанием эпохи безвременья для «Грин-Бей Пэкерс». Показав лучший в лиге результат 13-3, «Грин-Бей Пэкерс» добились преимущества своего поля в плей-офф. «Грин-Бей Пэкерс» доминировали во всех линиях. Так, нападение стало лучшим в НФЛ, защита во главе с Реджи Уайтом стала лучшей защитой, бригада спецкоманд также стала лучшей в лиге, её лидером был экс-обладатель Хайсман Трофи Дезмонд Ховард, работавший на возврате пантов и кикоффов.
Победы в первых двух раундах плей-офф достались относительно легко. Сперва со счетом 35-14 были обыграны «Сан Франциско Форти Найнерс», затем со счетом 30-13 была одержана победа над Кэролайна Пантерз. «Грин-Бей Пэкерс» впервые за 29 лет добились права на участие в Супербоуле. Со счетом 35-21 были обыграны «Нью Ингленд Пэтриотс», «Грин-Бей Пэкерс» завоевали 12-й чемпионский титул в своей истории. Самым ценным игроком матча был признан Дезмонд Ховард. В 2007 году кабельная сеть ЕСПН поместила команду «Грин-Бей Пэкерс» образца 1996 года на 6-е место среди величайших команд, игравших в Супербоулах.

#### 1997
Сезон 1997 года «Грин-Бей Пэкерс» вновь закончили с результатом 13-3, во второй раз подряд завоевав титул чемпионов конференции НФК. Победив «Тампа-Бэй Бакканирс» (21-7) и «Сан Франциско Форти Найнерс» (23-10) в плей-офф, «Грин-Бей Пэкерс» вновь добились права на участие в Супербоуле, где числились фаворитами (фора −11.5), однако уступили «Денвер Бронкос» 31-24.

#### 1998—2006
Сезон 1998 года «Грин-Бей Пэкерс» завершили с результатом 11-5, и в плей-офф встретились c «Сан Франциско Форти Найнерс». Это был четвёртый сезон подряд, когда две команды встречались в плей-офф, и шестая встреча с 1995 года. Несмотря на то, что все предыдущие встречи «Грин-Бей Пэкерс» выиграли и были фаворитами, игра получилась очень ровной и с частой сменой лидерства. За 4:19 до конца 4 четверти «Грин-Бей Пэкерс» завершили 89-ярдовый драйв тачдаун-пасом Бретта Фарва на Антонио Фримена и в очередной раз вышли вперед. «Форти Найнерс» ответили победным драйвом, завершившимся тачдаун-приемом Террелла Оуэнса в окружении многочисленных защитников. В дальнейшем справедливость результата встречи многими подвергалась сомнению из-за неоднозначности решений арбитров. Например, эпизод с фамблом Джерри Райса был расценен ими как *даун бай контакт* захват. Со следующего сезона НФЛ изменила систему видеопросмотров с учётом высказывавшихся нареканий.
Эта игра стала концом Эры Майка Холмгрена в «Грин-Бей Пэкерс», который покинул команду, чтобы стать исполнительным вице-президентом, генеральным менеджером и главным тренером «Сиэтл Сихокс». Большинство его помощников вслед за ним ушли в «Сихокс». Реджи Уайт завершил карьеру игрока (впоследствии вернувшись на один сезон в качестве игрока «Каролайна Пантерз»). В сезонах 1999 и 2000 готов команда не могла найти свою игру, потеряв большое количество ключевых фигур.
В 1999 году главным тренером команды стал Рэй Роудс. Роудс считался сильным координатором защиты, и добился определенных успехов на посту главного тренера «Филадельфия Иглз» в сезонах 1995—1998 годов. Рон Вулф считал, что обходительный тренер сможет добиться успеха с ветеранами команды, однако уже через сезон Роудс, приведший команду к результату 8-8, был уволен.
В 2000 году Вулф нанял на должность главного тренера Майка Шермана. Шерман никогда не был главным тренером футбольной команды и был относительно неизвестен в кругах НФЛ. Его первая тренерская должность в профессиональном футболе — тренер тайт-эндов в 1997 и 1998 годах в «Грин-Бей». В 1999 году он проследовал за Майком Холмгрином в Сиэтл, где занимал должность координатора нападения, однако не назначал комбинации.
Несмотря на малый опыт работы в профессиональном футболе, Шерман впечатлил Вулфа на собеседовании своим вниманием к мелочам и организационными навыками и получил должность главного тренера. Его первый сезон в качестве главного тренера «Грин-Бей Пэкерс» начали не вполне успешно, однако завершили его 4 победами подряд и показали итоговый результат 9-7. Бретт Фарв положительно отзывался о навыках нового тренера, а болельщики с оптимизмом смотрели на перспективы его работы в команде. В межсезонье Вулф объявил о том, что уходит с поста генерального менеджера команды, чем привел в замешательство президента организации Боба Харлана. Несмотря на практику разделения должностей генерального менеджера и главного тренера, практиковавшуюся в «Грин-Бей Пэкерс», Вулф убедил Харлана, что Шерман способен совмещать две должности одновременно.
С 2001 по 2004 год «Грин-Бей Пэкерс» успешно выступали в регулярном сезоне, ведомые Бреттом Фарвом, Аманом Грином и прекрасной линией нападения. Однако команда Шермана не могла добиться успеха в плей-офф. С самого первого появления игр плей-офф в НФЛ в 1933 году «Грин-Бей Пэкерс» никогда не проигрывали подобные игры на своем поле. 70-летняя серия прервалась 4 января 2003 года, когда «Грин-Бей Пэкерс» уступили «Фэлконз» со счетом 27-7. Двумя годами позднее победы в плей-офф на Лэмбо Филд добились «Миннесота Вайкингс».
К концу сезона 2004 года перспективы «Грин-Бей Пэкерс» не выглядели радужными. Шерман выглядел усталым, у него наметились трудности в общении с рядом ключевых игроков, многим из которых предстояло подписывать новые контракты. В начале 2005 года Харлан пришёл к выводу, что совмещение должностей вредит организации, и уволил Шермана с должности генерального менеджера, тем не менее оставив его главным тренером. Новым генеральным менеджером был назначен Тед Томпсон — бывший вице-президент по футбольным операциям Сиэтл Сихокс. Отношения Томпсона и Шермана были напряженными. Тед Томпсон приступил к обновлению ростера «Грин-Бей Пэкерс». В частности, в первом раунде драфта 2005 года был выбран квотербек Аарон Роджерс. После результата 4-12, показанного в сезоне 2005 года, Майк Шерман был уволен. Новым главным тренером стал Майк Маккарти — бывший координатор нападения «Сан Франциско Форти Найнерс» и «Нью Орлеан Сэйнтс». Маккарти работал тренером квотербеков в Грин-Бей в сезоне 1999 года.

#### 2007
По окончании сезона 2006 года, в котором «Грин-Бей Пэкерс» не попали в плей-офф, Бретт Фарв объявил, что остается в команде ещё на один сезон, который впоследствии станет одним из лучших в его карьере. «Грин-Бей Пэкерс» выиграли 10 из 11 стартовых игр и завершили регулярный сезон с результатом 13-3, заработав неделю отдыха в плей-офф. Нападение «Грин-Бей Пэкерс», ведомое Фарвом и группой талантливых принимающих, стало вторым в НФК (вслед за нападением «Даллас Каубойз») и третьим в НФЛ. Раннинбек Раян Грант, перешедший из «Нью Йорк Джайнтс» за выбор в 6 раунде драфта, прошёл с мячом 956 ярдов и заработал 8 тачдаунов в 10 последних играх регулярного сезона. В дивизионном раунде плей-офф в сильную метель «Грин-Бей Пэкерс» обыграли «Сиэтл Сихокс» со счетом 42-20. Грант заработал 3 тачдауна и пронес мяч более чем на 200 ярдов, Фарв отдал три передачи в тачдаун.
20 января 2008 года «Грин-Бей Пэкерс» впервые за 10 лет сыграли в Чемпионском Матче НФК, приняв «Нью Йорк Джайнтс» на Лэмбо Филд. Победу со счетом 23-20 одержали «Джайнтс», благодаря филд-голу Лоренса Тайнса в овертайме. Эта игра стала последней игрой Фарва в форме «Грин-Бей Пэкерс», его последним розыгрышем стал перехват.
Майк Маккарти стал тренером команды НФК в Про Боуле, Эл Харрис и Аарон Кэмпман также были выбраны в команду НФК, в качестве стартеров. Бретт Фарв также был выбран для участия в Про Боуле, однако отказался играть и был заменен на квотербека «Тампы-Бэй Бакканирс» Джеффа Гарсию.
В декабре 2007 года Тед Томпсон продлил контракт с «Грин-Бей Пэкерс» на 5 лет. 5 февраля 2008 года соглашение о продлении контракта на 5 лет было достигнуто и с главным тренером команды.

### 2008 — 2022: Эра Аарона Роджерса

#### 2008
4 марта 2008 года Бретт Фарв объявил о завершении карьеры. Однако пять месяцев спустя он подал заявку на восстановление статуса профессионального футболиста. 4 августа комиссионер НФЛ Роджер Гуделл одобрил заявку. 6 августа 2008 года было объявлено, что «Грин-Бей Пэкерс» обменяли Бретта Фарва в Нью-Йорк Джетс.
Стартовым квотербеком «Грин-Бей Пэкерс» в сезоне 2008 года был назван Аарон Роджерс, выбранный в 1 раунде драфта 2005 года. Уже в первом сезоне Роджерс показал сильную игру, набрав более 4000 ярдов пасом и заработав 28 тачдаунов. Однако травмы не позволили защите «Грин-Бей Пэкерс» показать свой уровень. 7 игр были проиграны с разницей 4 очка или меньше. Итоговый результат сезона — 6-10. По окончании сезона 8 тренеров покинули штаб Майка Маккарти, включая координатора защиты Боба Сендерса, его заменил Дом Кейперс.

#### 2009
В марте 2009 года «Грин-Бей Пэкерс» объявили, что номер Бретта Фарва будет выведен из обращения, однако не в ближайшем сезоне. На драфте 2009 года в первом раунде был выбран линейный защиты Би Джей Раджи из Колледжа Бостона, затем три выбора на драфте (включая полученный при обмене Бретта Фарва) были обменяны на ещё один выбор в первом раунде, потраченный на лайнбекера Университета Южной Калифорнии Клэя Метьюза.
В регулярном сезоне 2009 года «Грин-Бей Пэкерс» дважды противостояли Бретту Фарву, который перешёл в стан заклятых врагов «Грин-Бей Пэкерс», Миннесота Вайкингс, в августе. Первая встреча была сыграна на 4 неделе в игре Monday Night Football, которая побила ряд телевизионных рекордов. Проведение этой игры стало возможным благодаря тому, что Бадд Селиг, комиссионер Главной Лиги Бейсбола, согласился сдвинуть 2 матча бейсбольных Миннесота Твинс в 12-часовой временной промежуток. Игра завершилась победой Викингов со счетом 30-23, Фарв отдал 3 тачдаун-паса. Вторая встреча команд состоялась в Грин-Бей на 8 неделе, победу со счетом 38-26 праздновали Викинги. Аарон Роджерс находился под жестким давлением защиты Миннесоты, за 2 встречи попав под сэк 14 раз, но все равно сыграл на высоком уровне, отметившись пятью тачдаун-пасами и лишь одним перехватом. На 9 неделе «Грин-Бей Пэкерс» уступили «Тампа-Бэй Бакканирс», не имевшим на тот момент в своем активе ни одной победы. После того как игроки собрались, чтобы обсудить проблемы команды в закрытом кругу, дела команды пошли на лад. Появилась стабильность как в выносной игре, так и на блоке. Итоговый результат сезона, 11-5, позволил «Грин-Бей Пэкерс» завоевать путевку в плей-офф, где в первом раунде в остроатакующей игре «Грин-Бей Пэкерс» в овертайме уступили Аризона Кардиналз, 51-45.
По итогам сезона защита «Грин-Бей Пэкерс» стала второй в НФЛ, нападение шестым. Аарон Роджерс стал первым квотербеком, который превзошёл рубеж в 4000 ярдов в каждом из двух первых сезонов своей карьеры. Чарльз Вудсон был признан Защитником Года в НФЛ (его результат — 9 перехватов, 3 тачдауна, 4 фамбла, 74 текла и 2 сэка). Концовка сезона и плей-офф были омрачены большим количеством травм среди ключевых защитников — повреждения получили Эл Харрис, Трамон Уильямс, Атари Бигби, Уилл Блэкмон и другие.

#### 2010: Победа в Супербоуле XLV
После завершения сезона 2009 с результатом 11-5 «Грин-Бей Пэкерс» получили 23-й пик на драфте НФЛ 2010. Свой выбор в первом раунде они потратили на текла нападения Брайана Булагу из университета Айовы.
Во второй день драфта под 56-м общим пиком во втором раунде «Грин-Бей Пэкерс» выбрали дефенсив энда Майкла Нила из университета Пардью. «Грин-Бей Пэкерс» обменяли общий 86 пик из третьего раунда и 122 пик 4 раунда в Филадельфию на общий 71 пик, под которым был выбран сейфти Морган Бернетт из Технологического Института Джорджии.
В третий заключительный день драфта в 5 раунде были выбраны тайтэнд Эндрю Куорлесс из Пенн Стейт и гард нападения Маршалл Ньюхаус. В 6 раунде «Грин-Бей Пэкерс» выбрали раннинбека Джеймса Старкса из Баффало. Последний пик «Грин-Бей Пэкерс» потратили на дефенсив энда Си Джей Уилсона.
В начале сентября «Грин-Бей Пэкерс» объявили список из 53 человек, попавших в ростер команды на сезон, и 20 игроков, которые были уволены. Одной из потерь Грин-Бей стал Джонни Джолли, который был дисквалифицирован на год за нарушение политики НФЛ в отношении допинга. Корпус раннинбеков «Грин-Бей Пэкерс» перенес удар после потери Райана Гранта, который вынужден был закончить сезон уже после первой недели из-за травмы. К концу сезона в списке травмированных числились 16 игроков, включая 7 стартеров.
Завершив регулярный сезон с результатом 10-6, «Грин-Бей Пэкерс» забронировали 6 строчку в НФК и вышли в плей-офф. В первом раунде они встретились с сеянными под 3 номером Филадельфия Иглз. «Грин-Бей Пэкерс» выиграли эту игру со счетом 21-16. В Дивизионном раунде «Грин-Бей Пэкерс» обыграли первую сеяную команду Атланту Фэлконз со счетом 48-21, и вышли в Финал Конференции, где сыграли с Чикаго Бэарз на Солджер Филд — это была всего лишь вторая встреча в плей-офф двух старинных противниками (первая игра состоялась в 1941 году — Бэарз одержали победу со счетом 33-14 и добились права играть в Чемпионском Матче НФЛ). «Грин-Бей Пэкерс» победили 21-14, получив путевку в Супербоул XLV, который состоялся 6 февраля 2011 года. «Грин-Бей Пэкерс» одолел Питтсбург Стилерз со счетом 31-25, став первой командой с шестым посевом конференции НФК, выигравшей Супербоул. Аарон Роджерс был назван самым ценным игроком Супербоула.

#### 2011 — 2017
В 2011 «Грин-Бей Пэкерс» закончили регулярный сезон с лучшим результатом в истории команды, 15-1, и добились выходного дня во время первого раунда плей-офф. Однако потерпели поражение уже в первом своем матче, во втором раунде, уступив на своем поле Нью Йорк Джайнтс. В этом сезоне Аарон Роджерс впервые был награжден титулом Самого Ценного Игрока сезона (MVP).
В 2012 году «Грин-Бей Пэкерс» в очередной раз победили в Северном Дивизионе НФК с результатом 11-5 и в первом раунде плей-офф обыграли дома Миннесота Вайкингс со счетом 24-10, во втором раунде уступив на выезде Сан Франциско 49эрз 31-45.
Сезон 2013 года ознаменовался травмой Аарона Роджерса, которая не помешала с результатом 8-7-1 завоевать титул победителей дивизиона в третий раз подряд. Другим заметным событием стал матч 12 недели против Миннесота Вайкингс на Лэмбо Филд. Игра завершилась со счетом 26-26, впервые с 1987 года «Грин-Бей Пэкерс» сыграли вничью. В первом раунде плей-офф в одной из самых холодных игр в истории НФЛ «Грин-Бей Пэкерс» уступили Сан Франциско 49эрз на своем поле со счетом 20-23.
В 2014 «Грин-Бей Пэкерс» в очередной раз одержали победу в дивизионе с результатом 12-4 и пробились в плей-офф со вторым посевом. В Дивизионном раунде в матче-ремейке финала чемпионата 1967 года на Лэмбо Филд были обыграны Даллас Каубойз, в Финале Конференции «Грин-Бей Пэкерс» в одном из самых драматичных матчей в истории плей-офф уступили в гостях Сиэтл Сихокс, упустив 12-очковое преимущество в последние 3 минуты встречи. Однако по итогам сезона Аарон Роджерс во второй раз в карьере был назван MVP сезона.
В 2015 «Пэкерс» в очередной раз вышли в плей-офф, финишировав вторыми в дивизионе с результатом 10-6, в уайлд-кард раунде одержав победу в Вашингтоне 35-18, но в дивизионном раунде без ряда ключевых игроков нападения, пропускавших встречу из-за травм, уступили в овертайме 20-26.
В 2016 команда вновь выиграла дивизион с результатом 10-6, в плей-офф обыграв сперва Джайантс дома со счетом 38-13, а затем Даллас в гостях 34-31, но в финале конференции уступила Атланте на выезде 21-44.
В 2017 «Грин-Бей Пэкерс» завершили сезон с результатом 7-9 и не попали в плей-офф, основной причиной неудачного выступления стала травма Аарона Роджерса, полученная в игре 6-й недели против Миннесоты. Квотербэк смог вернуться на поле только на 15-й неделе в игре против Каролины.

#### 2018 — 2022
По итогам сезона 2017 года произошла смена руководящего состава организации «Грин-Бей Пэкерс». Был отправлен в отставку генеральный менеджер команды Тед Томпсон, его место занял Брайан Гутекунст.
В 2018 году «Пэкерс» вновь не попали в плей-офф, завершив сезон 6-9-1. За четыре недели до конца сезона главный тренер команды Майк Маккарти, занимавший должность с 2006 года, был отправлен в отставку. В оставшихся матчах командой руководил координатор нападения Джо Филбин.
Перед сезоном 2019 года на должность главного тренера заступил Мэтт Лафлер, ранее руководивший нападением Теннесси Тайтенс. Несмотря на отсутствие опыта работы главным тренером, Лафлер показал впечатляющий результат уже в первый год работы в новой должности. «Пэкерс» завершили сезон с результатом 13-3, победив в игре плей-офф дивизионного раунда «Сиэтл Сихокс» со счетом 28-23, но уступив на выезде в финале конференции «Сан-Франциско Форти Найнерс» 20-37.
В сезоне 2020 года «Пэкерс» повторили прошлогодний результат 13-3, вновь пробившись в плей-офф, в дивизионном раунде победив «Лос-Анджелес Рэмс» со счетом 32-18, но в финале конференции уступив «Тампа-Бэй Бакканирс» 26-31. Аарон Роджерс в третий раз в карьере получил приз MVP сезона.
В сезоне 2021 года «Пэкерс» вновь одержали 13 побед, результат из-за увеличения продолжительности сезона на сей раз составил 13-4. Этого оказалось достаточно, чтобы в третий раз подряд заработать неделю отдыха в первом раунде в плей-офф. Где, однако, в первом же матче команду ждало домашнее поражение от «Сан-Франциско Форти Найнерс» со счетом 10-13. Аарон Роджерс в четвертый раз в карьере и второй подряд стал MVP сезона.
Сезон 2022 года стал для команды неудачным, итоговый результат 8-9 не позволил пробиться в плей-офф. Стоит отметить, что на 5-й неделе «Пэкерс» впервые в истории сыграли матч за пределами США, в Лондоне встретившись с «Нью Йорк Джайентс». По окончании сезона встал вопрос о будущем квотербэка Аарона Роджерса в команде. После длительных переговоров футболист был обменян в «Нью-Йорк Джетс».

### 2023 — настоящее время: Эра Джордана Лава
Джордан Лав был выбран на драфте 2019 года в первом раунде под общим 26 номером после относительно неудачного для Аарона Роджерса с точки зрения личной статистики и уровня игры сезона. В последующие годы игра Аарона Роджерса вернулась на привычный уровень, и Джордан Лав оставался запасным, однако после обмена многолетнего лидера команды в «Джетс» получил право стать стартовым квотербэком команды.

## Рекордные 13 чемпионских титулов
С 1920 по 1932 чемпион НФЛ определялся на основании места в таблице сезона, Матч за чемпионство НФЛ не проводился. Пэкерс выиграли три таких титула.
| Сезон                                      | Тренер                                     | Результат |
| ------------------------------------------ | ------------------------------------------ | --------- |
| 1929                                       | Эрл Лэмбо                                  | 12–0–1    |
| 1930                                       | Эрл Лэмбо                                  | 10–3–1    |
| 1931                                       | Эрл Лэмбо                                  | 12–2      |
| Чемпионских титулов по результатам сезона: | Чемпионских титулов по результатам сезона: | 3         |

#### Победы в Матчах за чемпионский титул до эры Супербоулов
С 1933 по 1969 НФЛ устраивала решающий Матч за чемпионство НФЛ, в котором определялся победитель сезона. Пэкерс выиграли 8 таких матчей. С 1966 по 1969 следом за этим матчем проводился Супербоул, в котором победитель Матча за чемпионство встречался с лучшей командой АФЛ. 
| Сезон                                | Тренер                               | Место проведения                     | Соперник                             | Счет  | Результат |
| ------------------------------------ | ------------------------------------ | ------------------------------------ | ------------------------------------ | ----- | --------- |
| 1936                                 | Эрл Лэмбо                            | Нью-Йорк                             | Бостон Редскинс                      | 21–6  | 10–1–1    |
| 1939                                 | Эрл Лэмбо                            | Милуоки                              | Нью-Йорк Джайентс                    | 27–0  | 9–2       |
| 1944                                 | Эрл Лэмбо                            | Нью-Йорк                             | Нью-Йорк Джайентс                    | 14–7  | 8–2       |
| 1961                                 | Винс Ломбарди                        | Грин-Бей                             | Нью-Йорк Джайентс                    | 37–0  | 11–3      |
| 1962                                 | Винс Ломбарди                        | Нью-Йорк                             | Нью-Йорк Джайентс                    | 16–7  | 13–1      |
| 1965                                 | Винс Ломбарди                        | Грин-Бей                             | Кливленд Браунс                      | 23–12 | 10–3–1    |
| 1966                                 | Винс Ломбарди                        | Даллас                               | Даллас Ковбойз                       | 34–27 | 12–2      |
| 1967                                 | Винс Ломбарди                        | Грин-Бей                             | Даллас Ковбойз                       | 21–17 | 9–4–1     |
| Побед в Матчах за чемпионский титул: | Побед в Матчах за чемпионский титул: | Побед в Матчах за чемпионский титул: | Побед в Матчах за чемпионский титул: | 8     | 8         |

#### Победы в Супербоулах
С сезона 1966 НФЛ финальной встречей становится Супербоул. Пэкерс четырежды становились победителями Супербоула.
| Сезон                | Тренер               | Супербоул            | Место проведения     | Соперник             | Счет  | Результат |
| -------------------- | -------------------- | -------------------- | -------------------- | -------------------- | ----- | --------- |
| 1966                 | Винс Ломбарди        | Супербоул I          | Лос-Анджелес         | Канзас-Сити Чифс     | 35–10 | 12–2      |
| 1967                 | Винс Ломбарди        | Супербоул II         | Майами               | Окленд Рэйдерс       | 33–14 | 9–4–1     |
| 1996                 | Майк Холмгрен        | Супербоул XXXI       | Новый Орлеан         | Нью-Ингленд Пэтриотс | 35–21 | 13–3      |
| 2010                 | Майк Маккарти        | Супербоул XLV        | Арлингтон            | Питтсбург Стилерз    | 31–25 | 10–6      |
| Побед в Супербоулах: | Побед в Супербоулах: | Побед в Супербоулах: | Побед в Супербоулах: | Побед в Супербоулах: | 4     | 4         |

## Общественная форма собственности
«Грин-Бей Пэкерс» — единственный франчайз с общественной формой собственности в крупнейших американских спортивных лигах. Такая форма собственности — одна из причин того, что «Грин-Бей Пэкерс» не меняли место дислокации в поисках более крупного и богатого информационного рынка. «Грин-Бей Пэкерс» являются некоммерческой организацией.
Грин-Бей — самый маленький медиарынок не только в НФЛ, но и во всех американских профессиональных спортивных лигах. Согласно переписи 2010 года, население Грин-Бей составляет лишь 104057 человек, локальный телевизионный рынок насчитывает порядка 600 тысяч человек. «Грин-Бей Пэкерс» имеют давнюю и устойчивую поддержку не только по всему штату Висконсин, но и на всем Среднем Западе. В течение долгого времени «Грин-Бей Пэкерс» проводили 4 встречи (1 предсезонную и 3 игры регулярного сезона) в столице штата, Милуоки, сперва на стадионе Ярмарки Штата, затем на Окружном Стадионе Милуоки, сыграв последнюю из таких игр в 1994 году. Нынешний главный стадион Милуоки, Миллер Парк, домашняя арена Милуоки Брюэрз из Главной Лиги Бейсбола, не предусматривает возможности проведения футбольных матчей.
Согласно уставу «Футбольной Корпорации Грин-Бей», принятому в 1923 году, в случае продажи организации после уплаты всех налогов вся прибыль должна быть пожертвована местной организации ветеранов войн на сооружение мемориала погибшим солдатам. Благодаря этому пункту «Грин-Бей Пэкерс» остаются некоммерческой организацией, перемещение клуба в другой город нецелесообразно, так как акционеры не получают прибыли. В ноябре 1997 года на собрании акционеров большинством голосов было принято решение о перенаправлении прибыли в "Благотворительный Фонд Грин-Бей Пэкерс», занимающийся пожертвованиями на нужды благотворительных организаций и учреждений по всей территории штата Висконсин.
Эмиссия акций 1950 года ставила целью сбор средств, необходимых для сохранения команды в Грин-Бей. Была запрещена продажа более чем 200 акций в одни руки, что исключило возможность сосредоточения контрольного пакета акций в руках одного акционера. В 1956 году акционеры проголосовали за сооружение нового футбольного стадиона в городе, получившего в честь предшественника имя Городского Стадиона. После смерти основателя организации Кёрли Лэмбо стадион получил имя Лэмбо Филд, произошло это 11 сентября 1965 года.
Ещё одна эмиссия акций в конце 1997 и начале 1998 годов увеличила число акционеров организации на 105989 человек, собрав 24 миллиона долларов, которые были потрачены на реконструкцию Лэмбо Филд.
Пятая по счету эмиссия акций была проведена зимой 2011—2012 годов, было реализовано 269 тысяч акций по цене 250 долларов за штуку. Впервые акции организации реализовывались за рубежом — порядка двух тысяч акций были проданы в Канаде. Собранные средства были направлены на реконструкцию Лэмбо Филд, в частности были установлены новые видеоэкраны, заменена аудиосистема, построены два новых подтрибунных зала, а общая вместимость стадиона была увеличена на 6700 мест.
Акции «Грин-Бей Пэкерс» не являются акциями в общепринятом понимании этого слова. Эти акции не предусматривают выплаты дивидендов, не подлежат перепродаже, на них не распространяется действие закона о защите ценных бумаг, они не дают никаких преференций владельцам абонементов. Акции могут быть использованы в качестве подарка, но технически разрешается передача акций только ближайшим родственникам. Акционеры имеют право на посещение ежегодного собрания акционеров и на приобретение ряда эксклюзивных клубных товаров. С 1997 года ценность голоса каждой акции понижена в тысячу раз, что обеспечивает подавляющее большинство голосов приобретателям акций 1950 года, непосредственно повлиявшим на будущее и благополучие команды.
Избираемый собранием акционеров Президент представляет «Грин-Бей Пэкерс» на встрече Хозяев Команд НФЛ (в том случае, если кто-то не делегирован на эту встречу особым образом). В 60-е годы представителем команды на мероприятиях Лиги был главный тренер Винс Ломбарди, за исключением встреч «только для владельцев», где команду представлял президент Доминик Олейничак.
«Грин-Бей Пэкерс» — единственная команда в НФЛ с подобной структурой, такая форма собственности напрямую нарушает требование устава Лиги, гласящего, что пул акционеров команды не может превышать 32 собственника, и один из этих собственников должен контролировать как минимум 30 % акций. Основанием для исключительного положения «Грин-Бей Пэкерс» служит тот факт, что эмиссии акций проводились организацией задолго до того, как были приняты нынешние правила о форме собственности. Однако особым образом оговорено, что прибыль от эмиссии акций не может быть направлена на выполнение контрактных обязательств с игроками или выплаты заработной платы персоналу и менеджменту. Таким образом, эти деньги направляются на реконструкции стадиона. Также «Грин-Бей Пэкерс» являются единственной организацией в крупнейших американских спортивных лигах, ежегодно публикующей в открытом доступе финансовый отчет о собственной деятельности.

## Совет директоров
Корпорация «Грин-Бей Пэкерс» управляется Исполнительным Комитетом, состоящим из 7 членов, выбираемых из 45 членов Совета Директоров. Комитет состоит из должностей президента, вице-президента, казначея, секретаря и трех членов по особым вопросам. Президент — единственная оплачиваемая должность, остальные члены Исполнительного Комитета заседают бесплатно. Комитет проводит политику корпоративного управления, одобряет крупные финансовые траты, определяет общественную политику организации и контролирует работу руководящих сотрудников.

## «Благотворительный Фонд Грин-Бей Пэкерс»
В декабре 1986 года командой «Грин-Бей Пэкерс» был создан благотворительный фонд, содействующий ряду организаций и спонсирующий большое количество программ в сферах образования, здравоохранения, спонсирующий социальные службы и участвующий в программах по работе с молодежью. В 1999 году на ежегодном собрании акционеров было принято решение, что Фонду перейдут все материальные ценности, которые останутся в случае расформирования команды, или вся прибыль в случае её продажи.

## Фанаты
Фанаты «Грин-Бей Пэкерс» являются одними из самых верных в лиге. Независимо от выступлений и результатов команды, билеты на каждую игру «Грин-Бей Пэкерс» на Сити Стэдиум/Лэмбо Филд распродаются полностью с 1960 года. Несмотря на тот факт, что у команды на данный момент самый маленький рынок на местном ТВ среди всех команд четырёх крупнейших спортивных лиг США, «Грин-Бей Пэкерс» смогли развить одно из самых больших фанатских сообществ в НФЛ, ежегодно входя в список самых популярных команд. У «Грин-Бей Пэкерс» один из самых длинных списков ожидания на сезонный абонемент в американском спорте, насчитывающий около 86000 человек, что больше, чем вместимость домашнего стадиона команды. Если брать для статистического анализа всю историю «Грин-Бей Пэкерс», среднее время ожидания в очереди на абонемент составляет 30 лет. Однако в наши дни ежегодно освобождается всего лишь порядка 90 абонементов, поэтому тем, кто находится сейчас в конце списка, придется ждать возможности купить абонемент около 1000 лет. По этой причине абонементы часто передаются по наследству, а новорожденных малышей нередко записывают в очередь в первые дни их жизни.
Фанатов «Грин-Бей Пэкерс» часто называют «сырноголовыми». Этим словом часто называют всех жителей Висконсина (в штате развито животноводство и смежные сельскохозяйственные производства, в частности — производство сыра). Впервые на стадионах это слово было применено как оскорбление (бейсбольный матч «Уайт Сокс» из Чикаго и «Брюэрз» из Милуоки), с течением времени оно прижилось, и примерно с 1994 года фаны «Грин-Бей Пэкерс» сами стали использовать это прозвище, а также украшать головы головными уборами в виде куска сыра.
Одна из традиций «Грин-Бей Пэкерс», столь же старая, как и стадион Лэмбо Филд, заключается в том, что во время летних тренировочных сборов игроки преодолевают путь от раздевалки на стадионе до тренировочного манежа на велосипедах юных болельщиков. Как рассказывал Гэри Кнафелк, дефенсив-энд тех лет, «дети просто хотели, чтобы мы прокатились на их велосипедах. Я помню, как они подходили и просили — «Эй, прокатись на нём!». Традицию поддерживают и в наши дни.
Ежегодно «Грин-Бей Пэкерс» проводят выставочный двусторонний матч во время так называемого «Семейного Вечера», на который собирается около 60 тысяч болельщиков. Приезд в 2005 году на Семейный Вечер команды Баффало Биллс позволил установить рекорд посещаемости подобных мероприятий — 62 492 зрителя.

## Члены Зала Славы Профессионального Футбола
Пэкерс имеют 25 представителей в Зале Славы Профессионального Футбола, уступая по этому показателю только Чикаго Беарз, которых представляет 31 человек. 
| Игроки Грин-Бэй Пэкерс в Зале Славы Профессионального Футбола | Игроки Грин-Бэй Пэкерс в Зале Славы Профессионального Футбола | Игроки Грин-Бэй Пэкерс в Зале Славы Профессионального Футбола | Игроки Грин-Бэй Пэкерс в Зале Славы Профессионального Футбола | Игроки Грин-Бэй Пэкерс в Зале Славы Профессионального Футбола | Игроки Грин-Бэй Пэкерс в Зале Славы Профессионального Футбола | Игроки Грин-Бэй Пэкерс в Зале Славы Профессионального Футбола | Игроки Грин-Бэй Пэкерс в Зале Славы Профессионального Футбола | Игроки Грин-Бэй Пэкерс в Зале Славы Профессионального Футбола | Игроки Грин-Бэй Пэкерс в Зале Славы Профессионального Футбола |
| Игроки                                                        | Игроки                                                        | Игроки                                                        | Игроки                                                        | Игроки                                                        | Игроки                                                        | Игроки                                                        | Игроки                                                        | Игроки                                                        | Игроки                                                        |
| Номер                                                         | Имя                                                           | Позиция                                                       | Сезоны                                                        | Включён                                                       | Номер                                                         | Имя                                                           | Позиция                                                       | Сезоны                                                        | Включён                                                       |
| ------------------------------------------------------------- | ------------------------------------------------------------- | ------------------------------------------------------------- | ------------------------------------------------------------- | ------------------------------------------------------------- | ------------------------------------------------------------- | ------------------------------------------------------------- | ------------------------------------------------------------- | ------------------------------------------------------------- | ------------------------------------------------------------- |
| 14                                                            | Дон Хатсон                                                    | E                                                             | 1935–1945                                                     | 1963                                                          | 36                                                            | Кол Хаббард                                                   | OT                                                            | 1929–1933 1935                                                | 1963                                                          |
| 20                                                            | Эрл (Кёрли) Лэмбо                                             | HB Тренер                                                     | 1919–1929 1930–1949                                           | 1963                                                          | 24                                                            | Джонни Макнелли                                               | HB                                                            | 1929–1933 1935–1936                                           | 1963                                                          |
| 30                                                            | Кларк Хинкл                                                   | FB                                                            | 1932–1941                                                     | 1964                                                          | 2                                                             | Майк Мичальски                                                | OG                                                            | 1929–1935 1937                                                | 1964                                                          |
| 38                                                            | Арни Хербер                                                   | QB                                                            | 1930–1940                                                     | 1966                                                          | 3                                                             | Тони Канадео                                                  | HB                                                            | 1941–1944 1946–1952                                           | 1974                                                          |
| 31                                                            | Джим Тэйлор                                                   | FB                                                            | 1958–1966                                                     | 1976                                                          | 75                                                            | Форрест Грегг                                                 | OT                                                            | 1956 1958–1970                                                | 1977                                                          |
| 15                                                            | Барт Старр                                                    | QB                                                            | 1956–1971                                                     | 1977                                                          | 66                                                            | Рэй Ничке                                                     | LB                                                            | 1958–1972                                                     | 1978                                                          |
| 26                                                            | Херб Эддерли                                                  | CB                                                            | 1961–1969                                                     | 1980                                                          | 87                                                            | Уилли Дэвис                                                   | DE                                                            | 1960–1969                                                     | 1981                                                          |
| 51                                                            | Джим Ринго                                                    | C                                                             | 1953–1963                                                     | 1981                                                          | 5                                                             | Пол Хорнанг                                                   | HB                                                            | 1956–1962 1964–1966                                           | 1986                                                          |
| 24                                                            | Уилли Вуд                                                     | S                                                             | 1960–1971                                                     | 1989                                                          | 74                                                            | Генри Джордан                                                 | DT                                                            | 1959–1969                                                     | 1995                                                          |
| 80                                                            | Джеймс Лофтон                                                 | WR                                                            | 1978–1986                                                     | 2003                                                          | 92                                                            | Реджи Уайт                                                    | DE                                                            | 1993–1998                                                     | 2006                                                          |
| 89                                                            | Дэйв Робинсон                                                 | LB                                                            | 1963–1972                                                     | 2013                                                          | 4                                                             | Бретт Фарв                                                    | QB                                                            | 1992–2007                                                     | 2016                                                          |
| 64                                                            | Джерри Крэймер                                                | OG                                                            | 1958–1968                                                     | 2018                                                          | 44                                                            | Бобби Диллон                                                  | S                                                             | 1952–1959                                                     | 2020                                                          |
| 21                                                            | Чарльз Вудсон                                                 | CB                                                            | 2006-2012                                                     | 2021                                                          | 36                                                            | Лерой Батлер                                                  | S                                                             | 1990–2001                                                     | 2022                                                          |
| Тренеры и Официальные лица                                    |                                                               |                                                               |                                                               |                                                               |                                                               |                                                               |                                                               |                                                               |                                                               |
| Имя                                                           | Имя                                                           | Позиция                                                       | Позиция                                                       | Позиция                                                       | Сезоны                                                        | Сезоны                                                        | Сезоны                                                        | Включён                                                       | Включён                                                       |
| Винс Ломбарди                                                 | Винс Ломбарди                                                 | Тренер                                                        | Тренер                                                        | Тренер                                                        | 1959–1967                                                     | 1959–1967                                                     | 1959–1967                                                     | 1971                                                          | 1971                                                          |
| Рон Вольф                                                     | Рон Вольф                                                     | Генеральный Менеджер                                          | Генеральный Менеджер                                          | Генеральный Менеджер                                          | 1991–2001                                                     | 1991–2001                                                     | 1991–2001                                                     | 2015                                                          | 2015                                                          |
| Кен Райли                                                     | Кен Райли                                                     | Ассистент тренера                                             | Ассистент тренера                                             | Ассистент тренера                                             | 1984–1985                                                     | 1984–1985                                                     | 1984–1985                                                     | 2023                                                          | 2023                                                          |
| Эммитт Томас                                                  | Эммитт Томас                                                  | Координатор защиты                                            | Координатор защиты                                            | Координатор защиты                                            | 1999                                                          | 1999                                                          | 1999                                                          | 2008                                                          | 2008                                                          |